# بيانكا ستون
بيانكا ستون (بالإنجليزية: Bianca Stone)‏ هي كاتِبة وشاعرة أمريكية، ولدت في 1950.

## وصلات خارجية
- الموقع الرسمي